# Biblia del Cántaro
La Biblia del Cántaro, generalmente nombrada como Biblia Reina-Valera, está considerada la primera edición corregida de la Biblia del Oso de Casiodoro de Reina, realizada por Cipriano de Valera, quien la comenzó —probablemente en Londres— en 1582 y la publicó en Ámsterdam (Provincias Unidas de los Países Bajos, «En Caʃa de Lorenço Iacobi») en 1602, siendo hasta la actualidad la traducción de la Biblia al español más difundida, especialmente en Sudamérica.

## Origen y características
El propio Valera explica en su obra qué motivos lo llevaron a realizarla:

Resta ahora dar cuenta de lo que nos ha movido a hacer esta segunda edición. Casiodoro de Reina movido de un pío zelo de adelantar la gloria de Dios y de hacer un señalado servicio a su nación, en viéndose en tierra de libertad para hablar y tratar de las cosas de Dios, comenzó a darse a la traslación de la Biblia, la cual tradujo y así año de 1569 imprimió dos mil y seiscientos ejemplares, los cuales por la misericordia de Dios se han repartido por muchas regiones, de tal manera que hoy casi no se hallan ejemplares si alguno los quiere comprar. Para que, pues, nuestra nación española no careciese de un tan gran tesoro, como es la Biblia en su lengua, habemos tomado la pena de leerla y releerla una y muchas veces, y la habemos enriquecido con nuevas notas, y hasta algunas veces habemos alterado con maduro consejo y deliberación, y no fiándonos de nosotros mismos (porque nuestra conciencia nos testifica cuan pequeño sea nuestro caudal) lo habemos conferido con hombres doctos y píos, y con diversas traslaciones, que por la misericordia de Dios hay en diversas lenguas el día de hoy. Cuanto a lo demás, la versión, conforme a mi juicio es excelente, y así la habemos seguido cuanto habemos podido, palabra por palabra. […] También habemos quitado todo lo añadido de los setenta intérpretes o de la Vulgata. que no se halla en el texto hebreo, lo cual principalmente ocurre en los Proverbios de Salomón. Esto digo para que si alguno confiriese esta versión con la que llaman Vulgata, y no hallare en esta todo lo de aquella, no se maraville, porque nuestro intento no es trasladar lo que los hombres han añadido a la Palabra de Dios, sino lo que Dios ha revelado en sus Sanctas Escripturas. Habemos también quitado las acotaciones de los 
libros apócrifos en los libros canónicos; porque no es bien hecho confirmar lo cierto con lo incierto, la Palabra de Dios con la de los hombres. En los libros canónicos habemos añadido algunas notas, para declaración del texto, las cuales se hallarán de otra letra que las notas del primer traductor.

La característica que le da el nombre de "Biblia del Cántaro", es que en su emblema se sitúan dos hombres: uno planta un árbol y el otro lo riega con el agua contenida en un cántaro. Algunos analistas de este emblema coinciden en que esta escena parece basarse en la primera Carta del apóstol Pablo a los Corintios:
Yo planté, Apolos regó: mas Dios ha dado el crecimiento.

Así que, ni el que planta es algo, ni el que riega; sino Dios, que da el crecimiento (1 Co 3:6-8).
Debajo del emblema de la Biblia del Cántaro, y al igual que en la Biblia del Oso de Casiodoro de Reina, aparece este verso del Libro de Isaías:
La palabra del Dios nuestro permanece para siempre (Is 40:8).
Por tanto, la interpretación del emblema parece clara. Los dos jardineros de la imagen representarían a quien tradujo la primera biblia, Reina, y a quien la revisó, Valera. Los dos son, con su trabajo, humildes servidores, colaboradores de Dios, pero solo Él importa y su palabra permanece para siempre.
Las versiones originales de la Biblia del Cántaro contaban con los deuterocanónicos o apócrifos, los cuales recién son removidos por primera vez por el anglicano Lorenzo Lucena Pedrosa de la Universidad de Oxford en 1862.

## Revisiones
Santa Biblia Valera 1602 purificada
Se trata de una revisión realizada por una iglesia bautista de Monterrey (México), terminada en 2007 y publicada al año siguiente.
Está basada, para el Antiguo Testamento, en el texto masorético de Jacob ben Hayyim ben Isaac ibn Adonijah (edición de Daniel Bomberg, Venecia, 1524) y, para el Nuevo, en el Textus Receptus de Teodoro de Beza de 1598. Fue desaprobada por diversos grupos bautistas, pentecostales y otros por considerarla una mera adaptación de la Biblia del rey Jacobo.
Revisión de Lorenzo Lucena Pedroza de 1862, remoción de los deuterocanónicos/apócrifos
En 1862 fue publicada por la imprenta de la Universidad de Oxford una revisión de la Reina-Valera hecha por Lorenzo Lucena Pedrosa, quien se encargó de suprimir la sección de libros deuterocanónicos o apócrifos de la Biblia del Cántaro. Luceno fue misionero de la Iglesia Anglicana, donde sirvió en diversos cargos, casi todos relacionados con el trabajo entre los hablantes de lengua española. La revisión de Lucena fue patrocinada por la Sociedad para la Promoción del Conocimiento Cristiano, una institución de la Iglesia Anglicana. Además de quitar los libros deuterocanónicos, hizo una revisión de la ortografía de todo el texto en español. Esta revisión fue reimpresa en 1863, 1866, 1869 y 1876. Se hizo una revisión de la ortografía y se le añadieron referencias en 1870 por parte de E.B. Cowel de la Universidad de Cambridge y de George Alton, misionero metodista en España.
La Biblia del Siglo de Oro
Fue presentada por la Biblioteca Nacional y la Sociedad Bíblica de España el 16 de junio de 2009:
• Reina, Casiodoro de; Valera, Cipriano de; Moraleja Ortega, Ricardo (2009). La Biblia del Siglo de Oro. Madrid: Sociedad Bíblica de España. ISBN 978-84-8083-203-8.

## Hemerografía
- [Sin indicación del autor] (15 de julio de 1904). «Cipriano de Valera». Revista Cristiana: Periódico Científico-Religioso (Madrid) (589): 193-196.
- J. C. de T. (3 de enero de 1987). «La Biblia». ABC (Sevilla) (26 016): 39.
- González de Cardedal, Olegario (8 de septiembre de 2001). «Aventuras de la Biblia». ABC Cultural (Madrid): 28.
- [Sin indicación del autor] (12 de noviembre de 2002). «Se presenta una nueva edición de la Biblia más leída por protestantes». ABC (Sevilla) (31 760): 58.